# Duschanbe

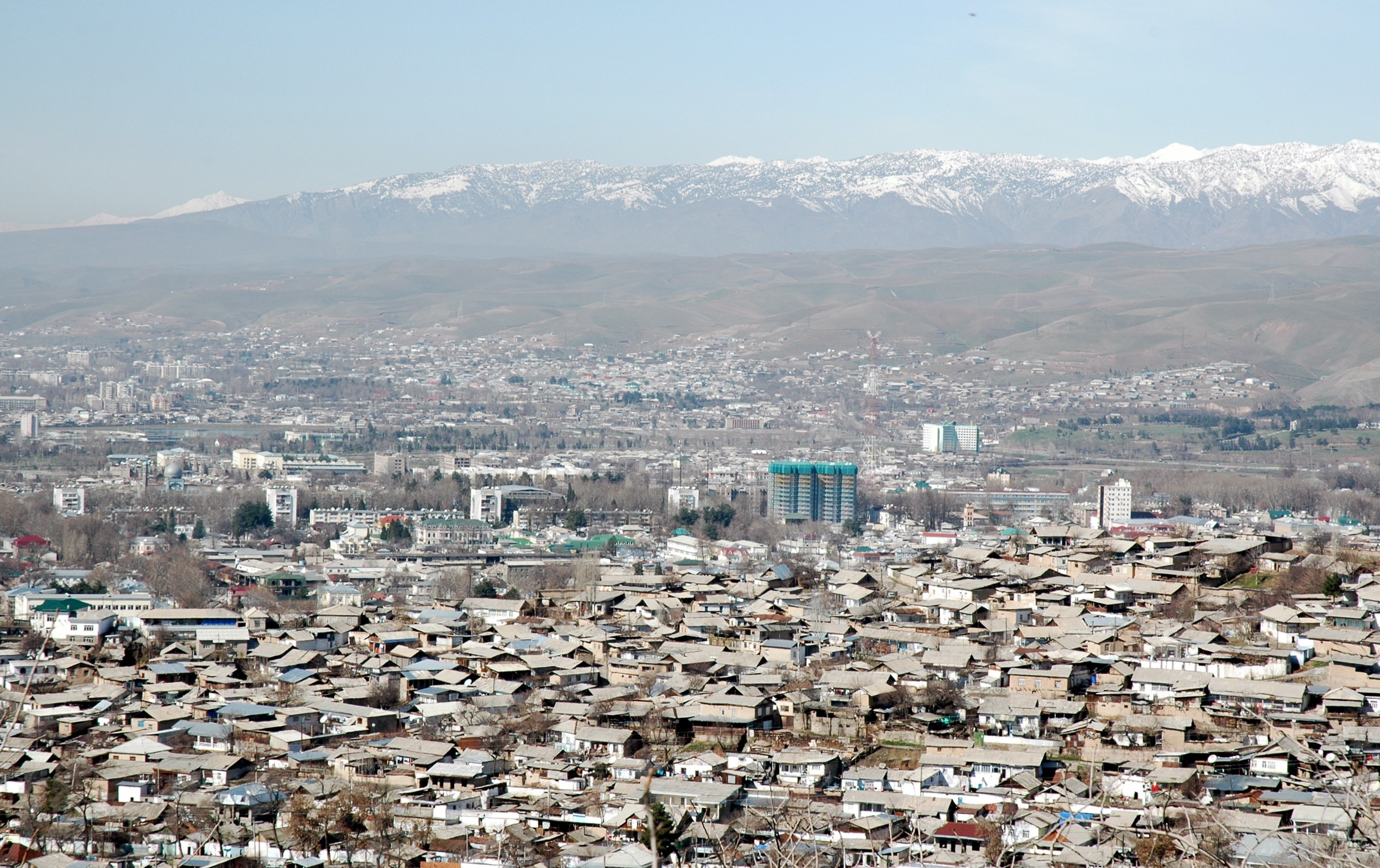
Blick über die Stadt im Winter

Duschanbe [duʃamˈbɛ] (tadschikisch/russisch Душанбе, in inoffizieller Lateinschrift Duşanbe, persisch دوشنبه, DMG Dušanbe, ‚Montag‘) ist die Hauptstadt Tadschikistans und mit 1.201.800 Einwohnern (Stand: Januar 2022) die größte Stadt des Landes. Es ist politischer, kultureller und wirtschaftlicher Mittelpunkt des Landes und Sitz zahlreicher Behörden, Hochschulen und Unternehmen.

## Geographie
Duschanbe liegt in Zentralasien auf etwa 800 m Höhe im dicht besiedelten Hissartal südlich des Hissargebirges. Das Gebirge erreicht andernorts eine Höhe von bis zu 4643 m. Durch die Stadt fließt der Fluss Duschanbinka, der sich aus den beiden Flüssen Lutschob-Darja und Warsob zusammensetzt. Er wird im Komsomolsksee in der Stadt gestaut.
Tadschikistan liegt in einer von Erdbeben gefährdeten Region. Duschanbe ist in vier Stadtteile gegliedert, die nach historischen Persönlichkeiten benannt sind: Ismoili Somoni, Abaali Ibni Sino, Firdawsi, Shohmansur.

### Klima

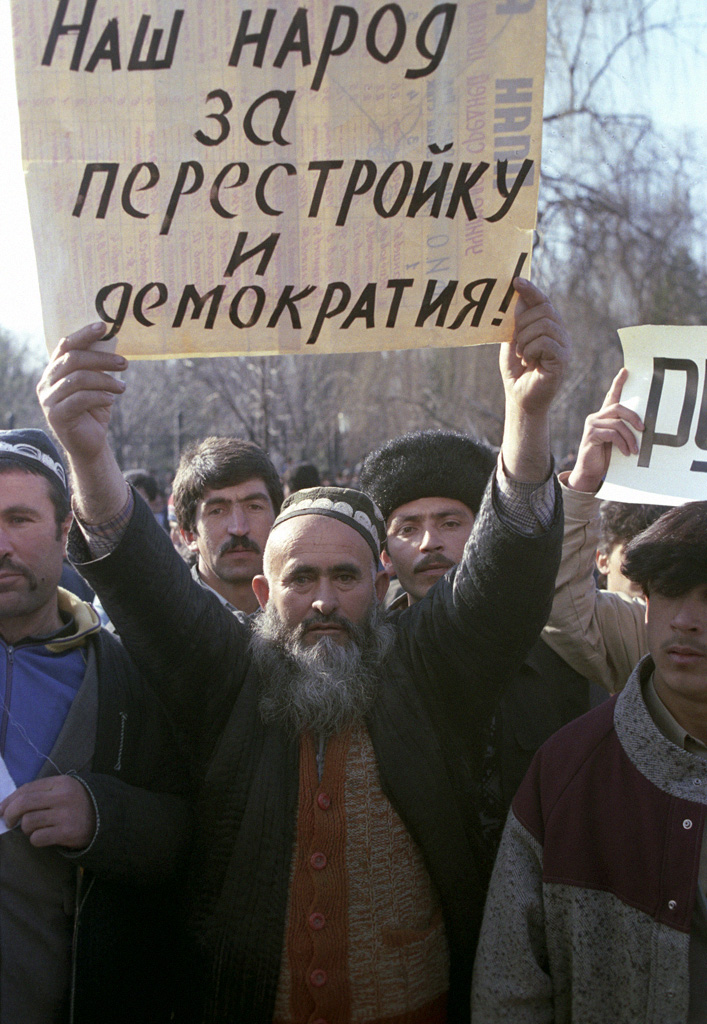
Während der Unruhen in Duschanbe im Februar 1990 hält ein Demonstrant ein Schild mit der Aufschrift „Unser Volk für Perestroika und Demokratie“ hoch

In Duschanbe herrscht ein ausgeprägtes Kontinentalklima mit trocken-heißen Sommern und kühl-feuchten Wintern.
Die Temperatur beträgt im Jahresmittel 14,7 °C und schwankt zwischen 2,1 °C im Januar und 27,1 °C im Juli. Die Trockenperiode reicht von Ende Mai bis Mitte Oktober und die Niederschlagssumme liegt bei jährlich 653,4 mm.
|                       | Jan  | Feb  | Mär   | Apr   | Mai  | Jun  | Jul  | Aug  | Sep  | Okt  | Nov  | Dez  |   |       |
| Mittl. Tagesmax. (°C) | 8,1  | 9,3  | 15,1  | 21,9  | 26,8 | 33,0 | 35,7 | 34,4 | 29,9 | 23,2 | 16,5 | 10,6 | ⌀ | 22,1  |
| Mittl. Tagesmin. (°C) | −2,4 | −0,8 | 4,4   | 9,8   | 12,9 | 16,8 | 18,3 | 16,0 | 11,3 | 7,1  | 3,3  | 0,3  | ⌀ | 8,1   |
|                       |      |      |       |       |      |      |      |      |      |      |      |      |   |       |
| Niederschlag (mm)     | 72,2 | 84,8 | 138,0 | 115,1 | 79,1 | 11,0 | 2,4  | 1,3  | 2,7  | 30,2 | 47,9 | 68,7 | Σ | 653,4 |
|                       |      |      |       |       |      |      |      |      |      |      |      |      |   |       |
| Sonnenstunden (h/d)   | 3,9  | 4,3  | 5,0   | 6,6   | 9,1  | 11,2 | 11,4 | 10,9 | 9,6  | 7,2  | 5,5  | 3,8  | ⌀ | 7,4   |
|                       |      |      |       |       |      |      |      |      |      |      |      |      |   |       |
| Regentage (d)         | 13,6 | 14,7 | 17,9  | 16,7  | 14,1 | 5,9  | 3,2  | 1,2  | 1,9  | 8,0  | 9,2  | 11,8 | Σ | 118,2 |
|                       |      |      |       |       |      |      |      |      |      |      |      |      |   |       |
| Luftfeuchtigkeit (%)  | 70   | 67   | 68    | 64    | 60   | 45   | 44   | 49   | 42   | 58   | 64   | 71   | ⌀ | 58,5  |

| −2,4 |

| −0,8 |

| 4,4 |

| 9,8 |

| 12,9 |

| 16,8 |

| 18,3 |

| 16,0 |

| 11,3 |

| 7,1 |

| 3,3 |

| 0,3 |

| −2,4 |

| −0,8 |

| 4,4 |

| 9,8 |

| 12,9 |

| 16,8 |

| 18,3 |

| 16,0 |

| 11,3 |

| 7,1 |

| 3,3 |

| 0,3 |

## Geschichte
Archäologische Funde deuten darauf hin, dass die Region bereits im 5. Jahrhundert v. Chr. besiedelt war. Duschanbe entstand aus einem Ort, an dem montags immer Wochenmarkt stattfand (persisch بازار دوشنبه, DMG Bāzār-i Dušanbe, ‚Montagsmarkt‘). Bis Anfang des 20. Jahrhunderts war Duschanbe jedoch eine Kleinstadt.
Erste Erwähnungen eines Dorfes namens Duschanbe gab es im 17. Jahrhundert. Im 18. Jahrhundert entstand eine kleine Festung. Duschanbe entwickelte sich im Verlauf des 19. Jahrhunderts zu einer Kleinstadt. 1868 fiel Duschanbe an das Emirat Buchara.

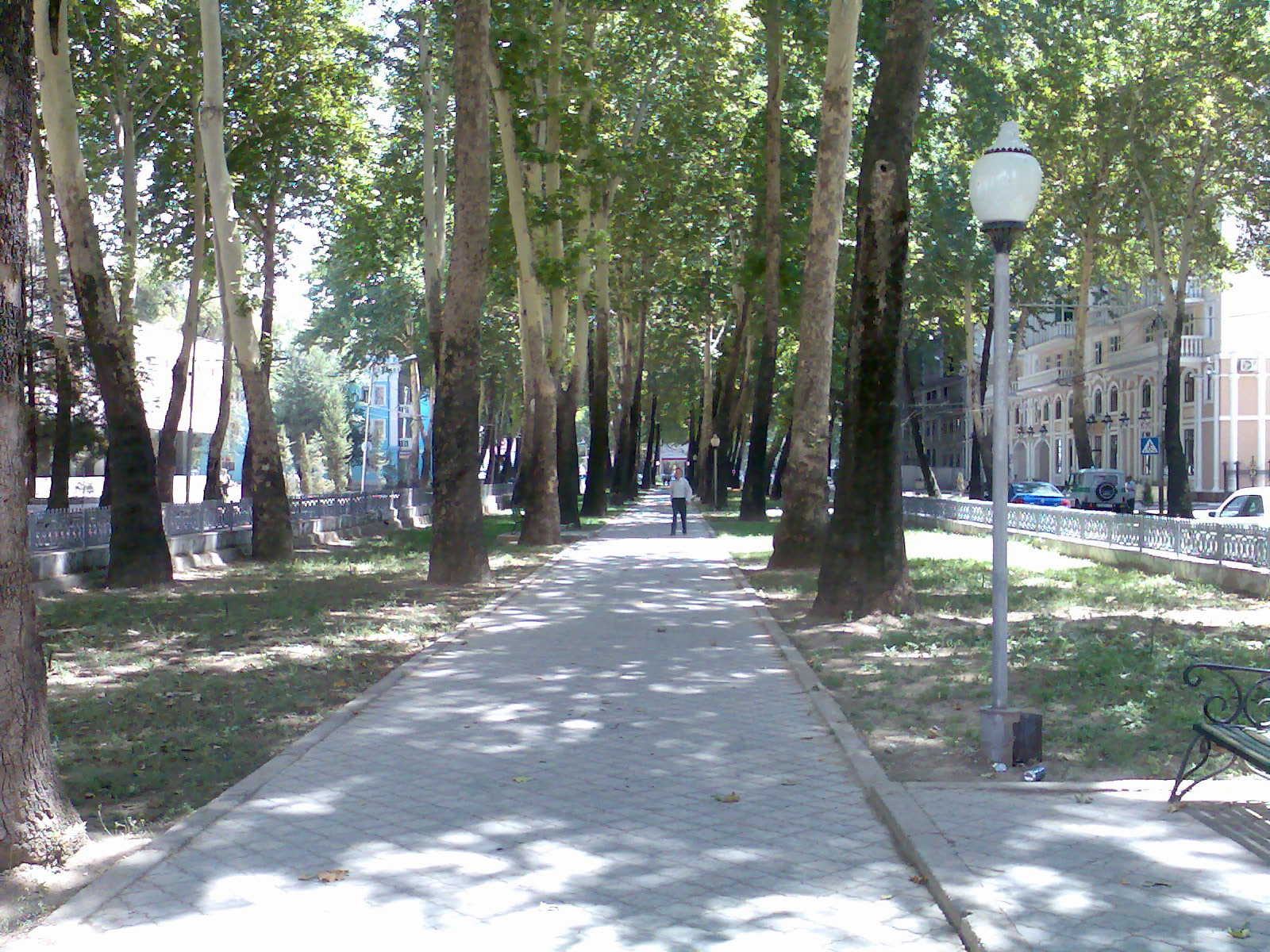
Rudaki-Prospekt im Zentrum der Stadt

Nachdem der letzte Emir von Buchara Said Alim Khan aus der Stadt Buchara vor den Bolschewiki geflohen war, ließ er sich 1920 in Duschanbe nieder und machte die Stadt zu seiner Residenz. Nach vier Monaten sah er sich unter dem Ansturm der Bolschewiki gezwungen, auch Duschanbe zu verlassen.
Ende 1921 belagerten die Basmatschi-Truppen unter der Führung Enver Paschas (Ismail Enver) die Stadt. Im Februar 1922 wurde die Stadt von den Basmatschi-Truppen eingenommen. Am 14. Juli 1922 wurde Duschanbe aber wieder von den Bolschewiki erobert. Die Einwohnerzahl ist in den Jahren 1920–1924 dramatisch gesunken; von 3140 im Jahr 1920 zu 283 im Jahr 1924. Dennoch wurde Duschanbe 1924 zur Hauptstadt der Tadschikischen Autonomen Sozialistischen Sowjetrepublik erklärt, die zunächst noch eine Autonome Republik innerhalb der usbekischen Sowjetrepublik war. 1929 wurde daraus schließlich die eigenständige Tadschikische Sozialistische Sowjetrepublik, ebenfalls wieder mit Duschanbe als Hauptstadt, geschaffen. Die Tadschikische SSR war nun offiziell gleichberechtigt mit den anderen großen Teilrepubliken innerhalb der Sowjetunion. Duschanbe erhielt 1925 Stadtrecht. Die Stadt entwickelte sich in den 1920er-Jahren. Duschanbe wurde 1929 an das Eisenbahnnetz angeschlossen.
Duschanbe trug von 1929 bis 1961 nach Josef Stalin den Namen Stalinabad (Stalin-Stadt), erhielt aber nach der Entstalinisierung unter Nikita Chruschtschow seinen alten Namen wieder zurück.
Während der Zeit der Sowjetunion wuchs Duschanbe von einer Kleinstadt zu einer Großstadt heran und war eine eher ruhige und multikulturelle Stadt. Es entstanden dort während dieser Zeit mehrere Universitäten, auch ein Trolleybus-Netz und ein Flughafen wurden gebaut, die Stadt entwickelte sich zu einem wichtigen Wirtschaftsstandort.
Im Zuge der Perestroika-Politik unter Michail Gorbatschow nahmen Spannungen zwischen den verschiedenen Bevölkerungsgruppen und nationalistische Tendenzen in Tadschikistan, wie auch in vielen anderen Sowjetrepubliken, stark zu. Im Februar 1990 kam es vor dem Hintergrund interethnischer Spannungen zu schweren Unruhen in Duschanbe, bei denen 22 Menschen getötet und über 560 verletzt wurden.
1991 löste sich die Sowjetunion endgültig auf, Tadschikistan wurde ein unabhängiger Staat und Duschanbe dessen Hauptstadt. Unmittelbar nach der Unabhängigkeit stürzte das Land jedoch in den fünf Jahre andauernden Tadschikischen Bürgerkrieg, infolgedessen ein Großteil der nicht-tadschikischen Einwohner das Land verließ. 1996 wurde Mahmadsaid Ubaidullojew Bürgermeister der Stadt und bekleidete dieses Amt bis 2017. Der Bürgerkrieg endete 1997 mit einem Friedensvertrag in Moskau und einer Regierungsbeteiligung der Opposition. Seit den 2000er Jahren hat sich die allgemeine Lage im Land teilweise wieder stabilisiert. In der Nähe Duschanbes sind Truppen Russlands, Frankreichs und der Vereinigten Staaten stationiert.

## Bevölkerung
Duschanbe ist heute mehrheitlich von ethnischen Tadschiken bewohnt, die im Jahr 2010 etwa 83 % der Stadtbevölkerung ausmachten. Weitere bedeutende Minderheiten sind die Usbeken (etwa 9 %) und Russen (etwa 5 %). Im Zuge der Deportationen im Zusammenhang des Zweiten Weltkriegs gelangten in den 1940er Jahren etwa 1000 Deutschstämmige aus der nördlichen Bukowina in das Umland von Duschanbe.
Bis zur Unabhängigkeit des Landes und dem anschließenden tadschikischen Bürgerkrieg war Duschanbe weitaus multiethnischer als heute. Noch 1989 setzte sich die Stadtbevölkerung aus etwa 38 % Tadschiken, 33 % Russen, knapp 11 % Usbeken, je etwa 4 % Tataren und Ukrainern sowie 2 % Juden zusammen. 1959 lag der Anteil der Tadschiken in der Stadt sogar bei unter 20 Prozent. Insbesondere bedingt durch den Bürgerkrieg kam es in den 1990er Jahren zu einem massenhaften Exodus der nicht-tadschikischen Bevölkerungsgruppen im gesamten Land.
In einer Rangliste der Städte nach ihrer Lebensqualität belegte Duschanbe im Jahre 2018 den 214. Platz unter 231 untersuchten Städten weltweit.
| Jahr | Einwohnerzahl |
| ---- | ------------- |
| 1950 | 145.000       |
| 1960 | 236.000       |
| 1970 | 433.000       |
| 1980 | 538.000       |
| 1990 | 587.000       |
| 2000 | 568.000       |
| 2010 | 721.000       |
| 2017 | 852.000       |

## Stadtbild
Seit dem Anschluss an das Eisenbahnnetz im Jahr 1929 wuchs die Stadt und wurde zum industriellen Zentrum Tadschikistans. Durch die Stellung als Hauptstadt des Landes finden sich in der Stadt außerdem zahlreiche Ämter, Ministerien sowie auch einige Verlage und Fernsehsender.
Das 30 Meter hohe Monument mit dem Denkmal des als „Vater der Nation“ geltenden Samanidenherrschers Ismail I. (tadschikisch Исмоил Сомонӣ Ismoil Somonij) steht auf dem Platz der Freundschaft an der Rudaki-Allee südlich des Stadtparks und gilt als eines der markantesten Bauwerke der Stadt.
2011 wurde im Park vor dem Palast der Nation, dem Amtssitz des Staatspräsidenten, der mit 165 Metern Höhe seinerzeit höchste Flaggenmast der Welt eingeweiht. Er sollte den zuvor höchsten Flaggenmast in Aserbaidschan (162 Meter) überragen. Der nach staatlichen Angaben 3,5 und nach externen Schätzungen 5 Millionen US-Dollar teure Flaggenmast wurde zur Hälfte von der als Geldtransferunternehmen für die Aluminiumfabrik TALCO agierenden Talco Management Ltd (TML) mit Sitz auf den Britischen Jungferninseln bezahlt. Anlass seiner Aufstellung war der 2011 mit großem Aufwand gefeierte 20. Jahrestag der Unabhängigkeit des Landes nach dem Ende der Sowjetunion. Die Gesamtkosten dieser Unabhängigkeitsfeiern werden auf über 210 Millionen US-Dollar geschätzt.
In den 2000er Jahren entstanden zahlreiche Monumentalbauten, darunter die Tadschikische Nationalbibliothek, das Tadschikische Nationalmuseum, der Nouruzpalast und die Freitagsmoschee. Zum 30. Jahrestag der Unabhängigkeit am 9. September 2021 wurden weitere Neubauten angekündigt, darunter ein Fußballstadion, ein Kulturpalast, ein Parlamentsgebäude und ein Unabhängigkeitsturm an der Rudaki-Allee.
Der 1933 gegründete Botanische Garten Duschanbe beheimatet mehr als 2000 Pflanzenarten und ist ein beliebtes Ausflugs- und Erholungsgebiet für die Einwohner der Hauptstadt.

## Wirtschaft & Infrastruktur

### Wirtschaft
Wichtigste Industrien sind heute Textil-, Elektro- und Nahrungsmittelindustrie sowie Maschinenbau. Auch die nationale Wertpapierbörse – die Central Asian Stock Exchange befindet sich hier.

### Verkehr

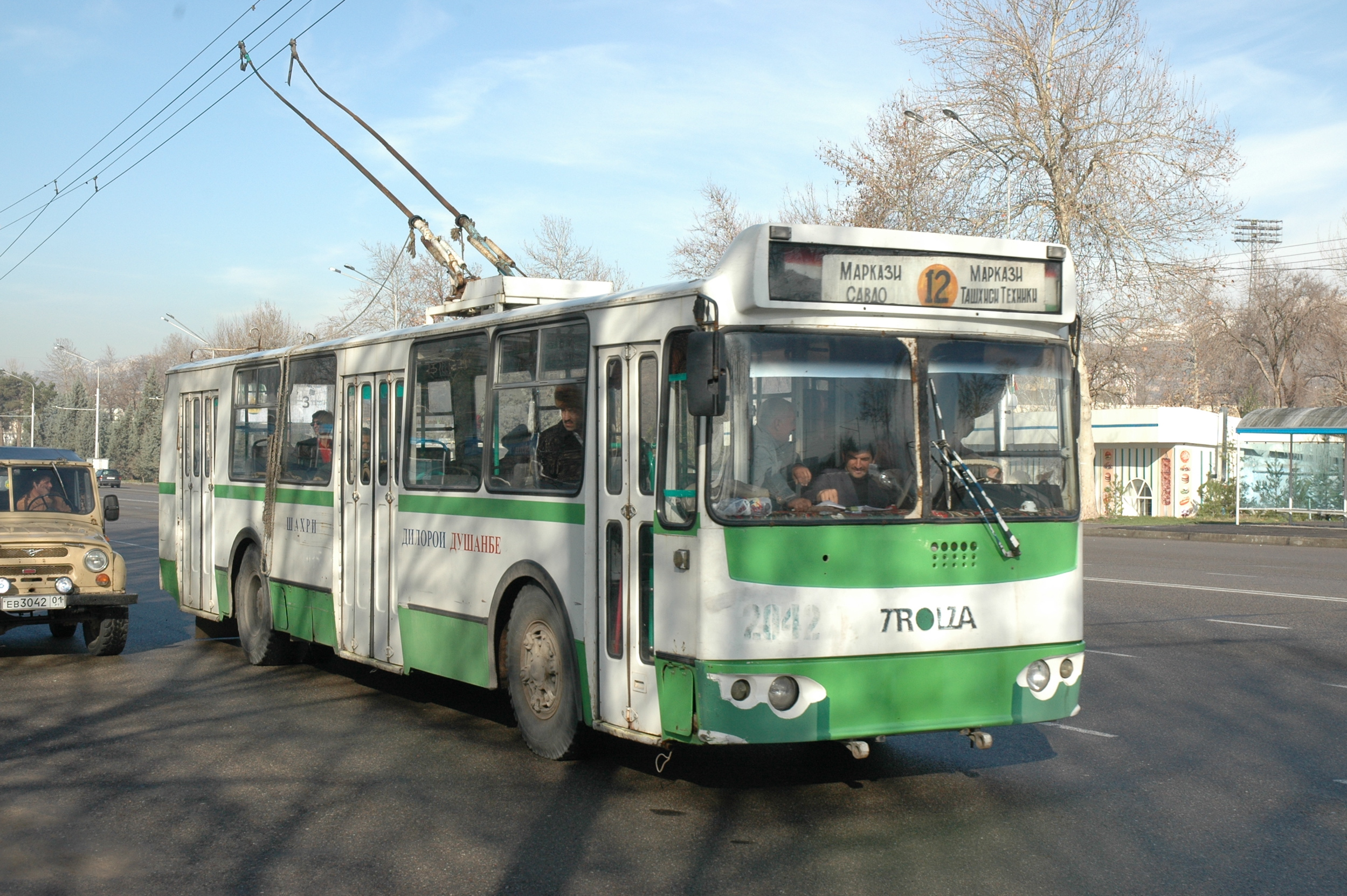
Oberleitungsbus auf dem Rudaki Prospekt

Die Transkaspische Eisenbahn verbindet Duschanbe mit Taschkent in Usbekistan und Moskau (4200 km), wobei Passagierzüge nur eingeschränkt genutzt werden können. Zudem ist eine neue Strecke von Tadschikistan über Afghanistan in den Iran vereinbart, die Umsetzung allerdings unklar.
In Duschanbe befindet sich auch ein internationaler Flughafen. Die nationale Fluggesellschaft Tajik Air (Tajikistan Airlines) hat vor allem regionale Bedeutung. Die zweite große tadschikische Fluggesellschaft ist die privat geführte Somon Air.
Der Personennahverkehr in Duschanbe wird vor allem durch den Oberleitungsbus Duschanbe betrieben. Darüber hinaus gibt es zahlreiche, meist privat betriebene, Minibus-Linien (Marschrutkas).

### Bildung
Duschanbe ist Sitz zahlreicher Universitäten. Die bekannteste davon ist die tadschikische Nationaluniversität, daneben gibt es die Technische Universität Tadschikistans, die Russisch-Tadschikische Slawische Universität, ein Konservatorium, eine medizinische Universität, ein staatliches Spracheninstitut, eine Agraruniversität, die Tadschikische Technische Osimi-Universität und mehrere weitere Hochschulen.

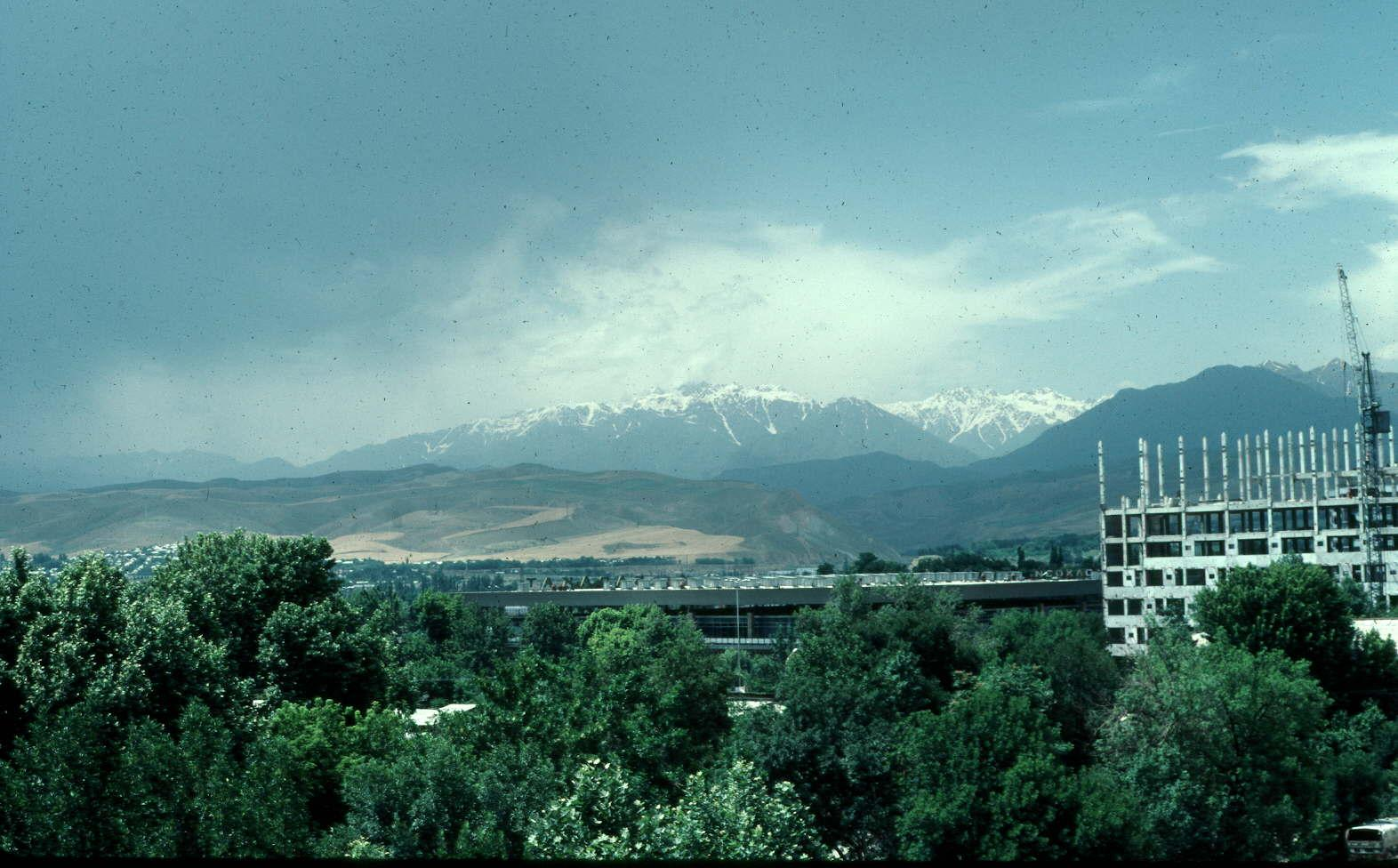
Blick auf das Alai-Gebirge von Duschanbe aus

## Kultur

### Sport
Der Fußballverein SSKA Pomir spielt aktuell in der höchsten Liga Tadschikistans und war der einzige Tadschikische Fußballverein, der in der höchsten Liga der UdSSR spielte. Der FC Istiklol ist Rekordmeister in der höchsten Liga des Landes, im Tajik Cup sowie im Tajik Supercup.
Der FC Dushanbe-83 spielt aktuell in der zweiten Liga, der Tajik First Division.
Der FC Dushanbe-83 spielt im Aviator Stadion, der FC Istiklol spielt im 24.000 Zuschauer fassenden Nationalstadion, dem Pamir-Stadion, und SSKA Pomir spielt im SSKA-Stadion.

### Kultureinrichtungen

#### Museen
Seit 1990 besteht das Gurminj-Museum zur musikalischen Tradition des Landes.
Im Archäologischen Nationalmuseum finden sich viele Funde aus der reichen Geschichte des Landes, unter anderem der Buddha von Ajina Tepe, eine 14 Meter lange liegende Buddhastatue, die 1966 im Süden des Landes ausgegraben wurde und seit 2001 im ersten Stock des Museums zu besichtigen ist. Die Statue gehört, neben dem 88 Meter hohen Buddha in Wuxi (China) und einem großen, liegenden Buddha in Thailand zu den größten Buddha-Darstellungen Asiens.

#### Sonstige
Die Nationalbibliothek Tadschikistans ist die größte ihrer Art in Zentralasien. Das Gebäude soll ein geöffnetes Buch darstellen und hat Platz für 10 Millionen Bücher, allerdings steht ein Großteil der Regale leer.
Das Tadschikische Akademische Opern- und Balletthaus ist das wichtigste Musiktheater Tadschikistans und erhielt 1941 den Leninorden.

## Sonstiges
Die Deutsche Gesellschaft für Internationale Zusammenarbeit (GIZ) ist seit 1995 in Tadschikistan aktiv.
Duschanbe ist seit 1997 Sitz der Mission sui juris Tadschikistan der römisch-katholischen Kirche. Projekte der Bildungs- und Sozialarbeit in Duschanbe werden von dem deutschen Hilfswerk Renovabis unterstützt ebenso wie von Caritas International.

## Söhne und Töchter der Stadt
- Wladimir Woinowitsch (1932–2018), russischer Schriftsteller und Satiriker
- Ato Muhammaddschonow (1940–2002), tadschikischer Schauspieler
- Dschamsched Karimow (* 1940), ehemaliger Premierminister Tadschikistans
- Michail Koljuschew (1943–2024), Radrennfahrer
- Tatjana Nikitina (* 1945), sowjetische bzw. russische Biophysikerin und Liedermacherin
- Alexander Bangiev (* 1946), deutscher Schachspieler
- Tatjana Lange (* 1949), deutsche Ingenieurin und Professorin für Regelungstechnik
- Wjatscheslaw Sobtschenko (* 1949), sowjetischer Wasserballspieler
- Juri Lobanow (1952–2017), sowjetischer Kanute
- Waleri Bobkow (* 1956), russischer Regisseur
- Wladimir Popowkin (1957–2014), russischer General
- Daler Nasarow (* 1959), tadschikischer Sänger und Filmkomponist
- Gulja Mirsojewa (* 1959), französisch-tadschikische Regisseurin, Autorin und Dichterin
- Vadim Zakharov (* 1959), russischer bildender Künstler, lebt in Köln und Moskau
- Swetlana Kitowa (1960–2015), russische Mittelstreckenläuferin
- Anatoli Starostin (* 1960), Fünfkämpfer
- Diloro Iskandarowa (* 1960), tadschikische Orientalistin
- Alischer Latifsoda (* 1962), Komponist
- Benjamin Yusupov (* 1962), tadschikischer Komponist, lebt in Israel
- Bachtijor Chudoinasarow (1965–2015), tadschikisch-russischer Regisseur
- Raschid Rahimow (* 1965), russisch-tadschikischer Fußballspieler und -trainer
- Andreas Steinbach (* 1965), deutscher Ringer
- Wiktor But (* 1967), russischer Waffenhändler
- Wassili Sokow (* 1968), sowjetisch-russischer Leichtathlet
- Magomed Schaburow (* 1970), Boxtrainer
- Rustam Scharipow (* 1971), ukrainischer Turner
- Raimkul Malachbekow (* 1974), ehemaliger russischer Boxer
- Igor Tscherewtschenko (* 1974), Fußballspieler und -trainer
- Rustam Rahimov (* 1975), deutsch-tadschikischer Boxer und Boxtrainer
- Olena Tatarkowa (* 1976), ukrainische Tennisspielerin
- Farruch Amonatow (* 1978), tadschikischer Schachspieler
- Boris Alexandrowitsch Gorban (* 1978), russischer Hürdenläufer
- Angelina Grün (* 1979), deutsche Volleyball-Nationalspielerin
- Waldemar Buchmiller (* 1980), Basketballspieler
- Chassan Barojew (* 1982), Ringer
- Dilschod Nasarow (* 1982), tadschikischer Hammerwerfer
- Wladislawa Owtscharenko (* 1986), Sprinterin
- Albert Kuppe (* 1988), deutscher Basketballspieler
- Tahmina Nijosowa (* 1989), Popsängerin
- Mahmud Muradov (* 1990), usbekischer Mixed-Martial-Arts-Kämpfer und Kickboxer
- Manizha (* 1991), Sängerin
- Naim Scharifi (* 1992), russischer Fußballspieler

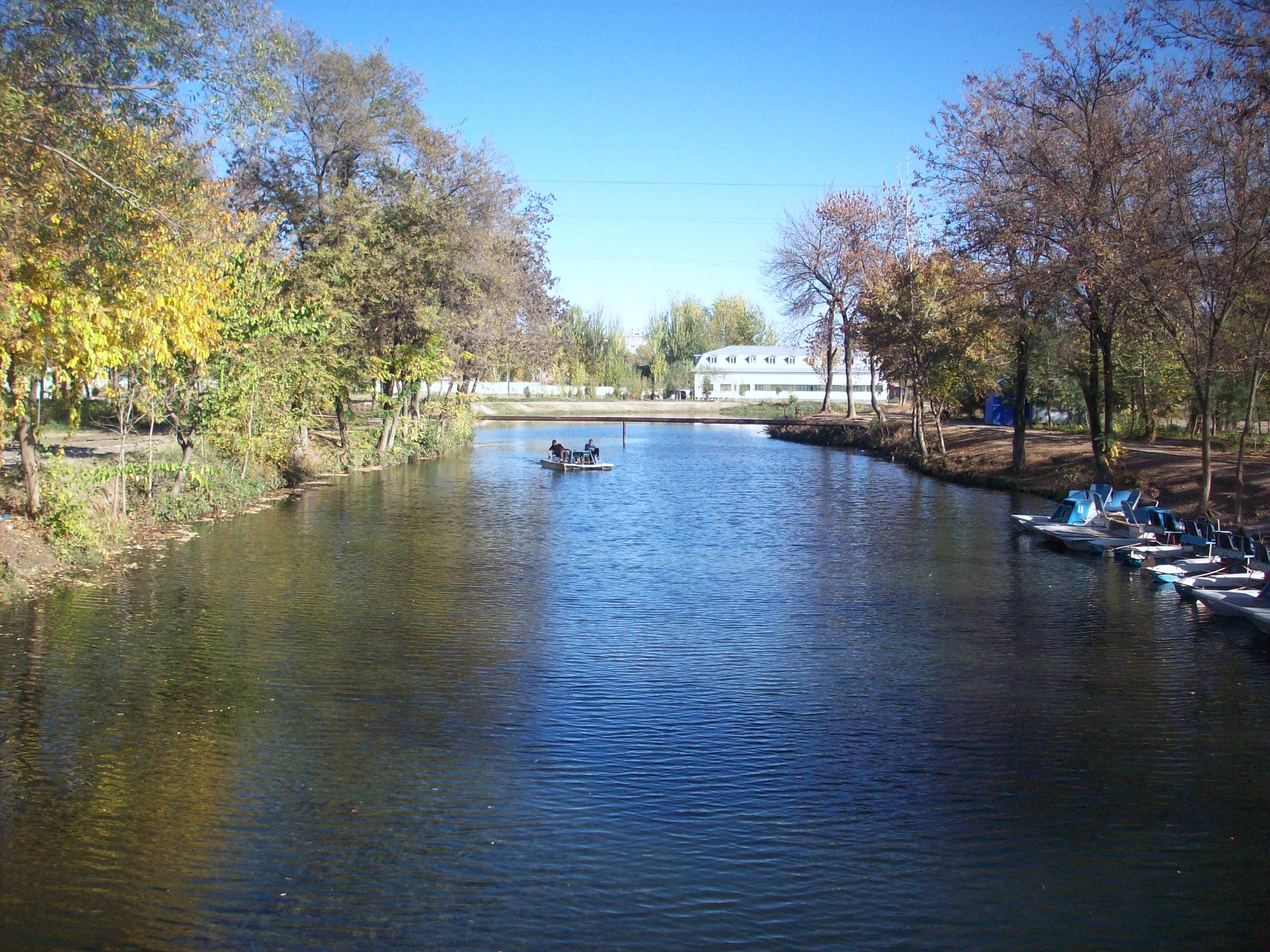
Ferdowsi-Park

- Olim Qurobonow (* 1998), Schwimmer
- Sheriddin Boboev (* 1999), Fußballspieler
- Dawlat Boltajew (* 1999), Boxer

## Partnerstädte
- Moskau, Russland
- Sankt Petersburg, Russland
- Boulder, USA
- Klagenfurt, Österreich
- Teheran, Iran
- Ankara, Türkei
- Lahore, Pakistan
- Sanaa, Jemen
- Lusaka, Sambia
- Reutlingen, Deutschland
- Urumqi, Volksrepublik China

## Fotos

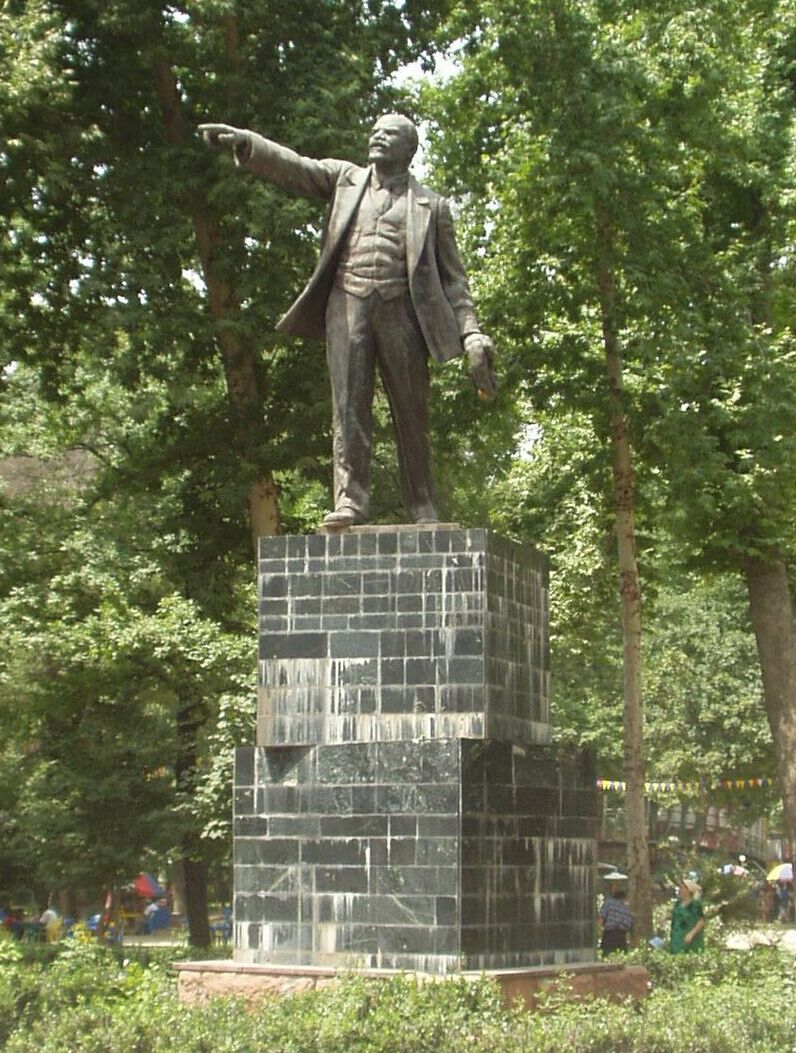
Lenin-Denkmal im Lenin-Park
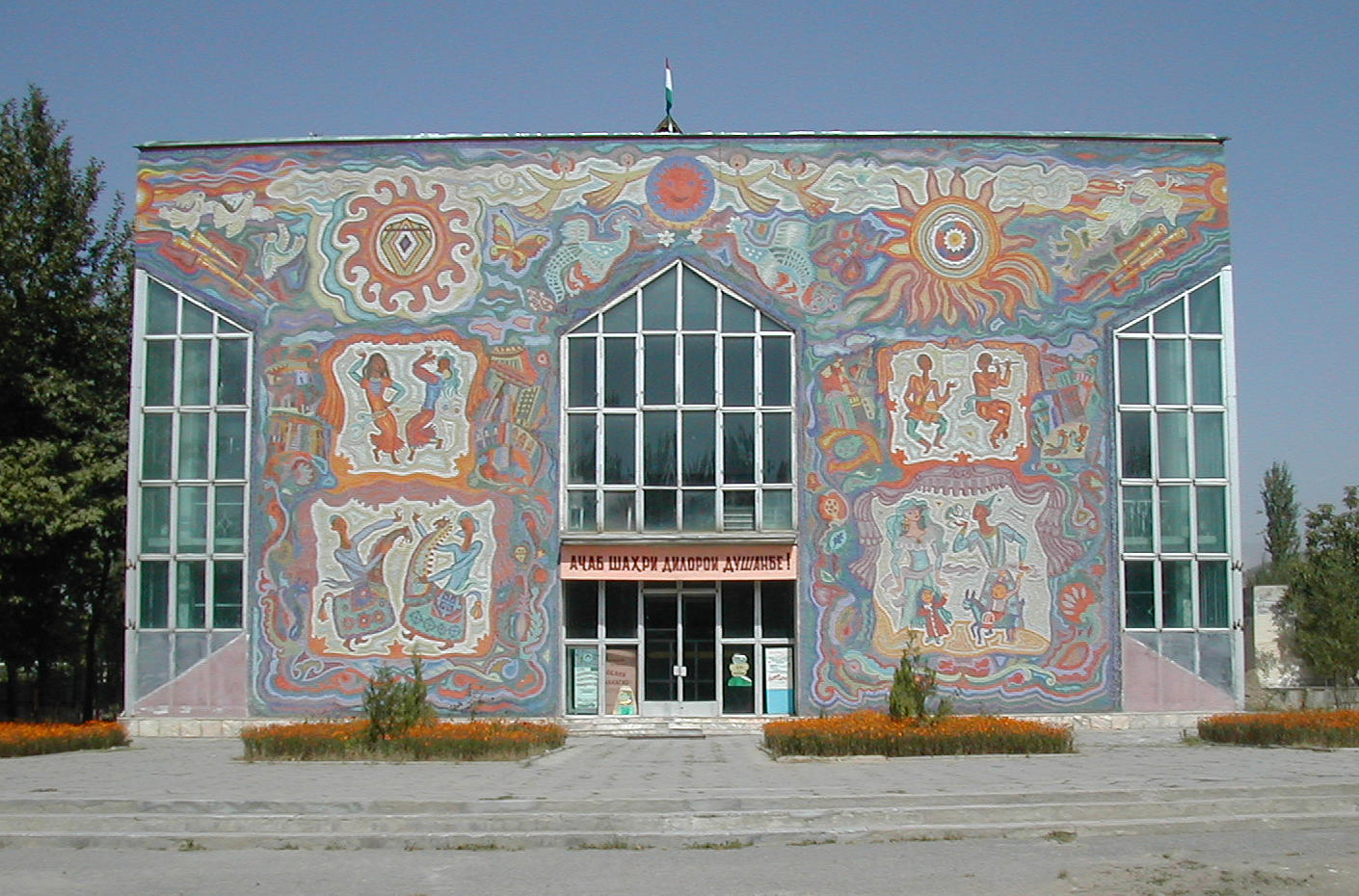
Staatliches Puppentheater von 1985
Palast der Nation
Präsidentenpalast
Rudaki-Denkmal des persischen Dichters Rudaki (859–940/41)
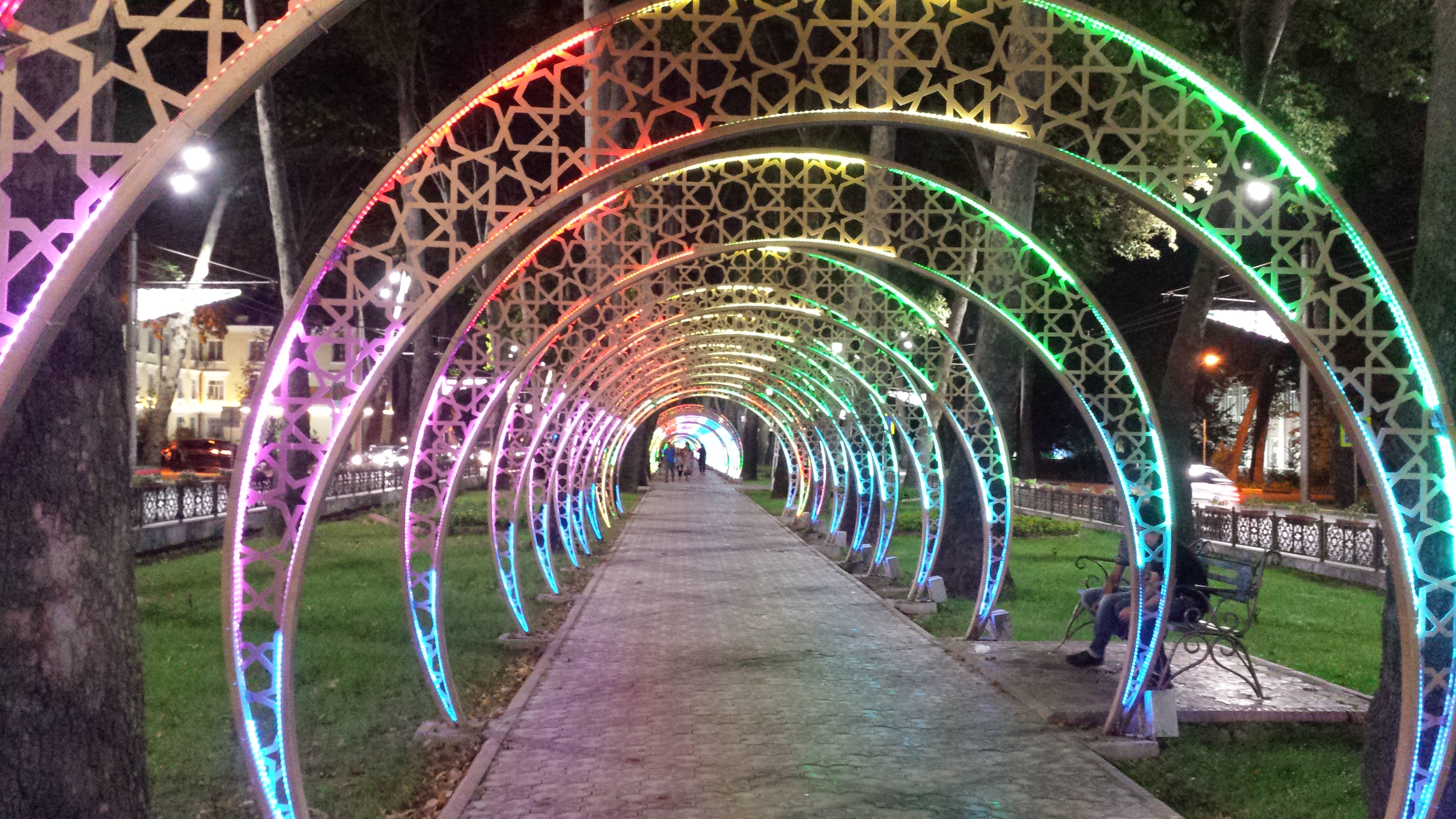
Lichtinstallation am Gehweg zwischen den beiden Fahrbahnen des Rudaki-Prospekts, 2019